# Kriminalassistent
Kriminalassistent er stillingsbetegnelsen for menigt politipersonale i Kriminalpolitiet.
For ansættelse som kriminalassistent kræves, at ansøgeren har gennemført den 4-årige uddannelse til politibetjent, hvilket dog normalt kun er et obligatorisk krav. Herudover forudsætter ansættelse i kriminalpolitiet normalt erfaring gennem flere års ansættelse som politiassistent i ordenspolitiet.